# 西留邊蘂站

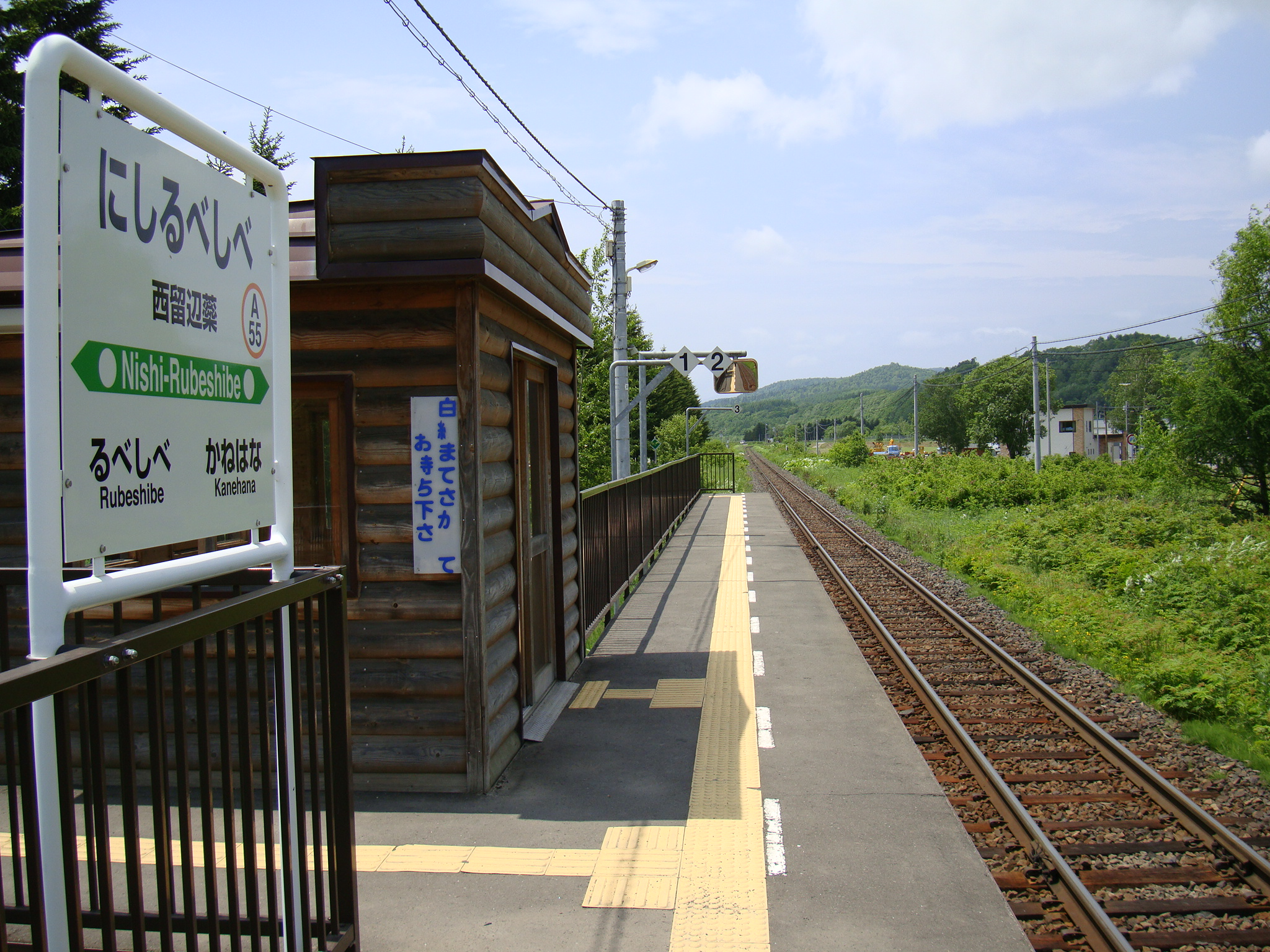
月台

西留邊蘂站（日语：／ Nishi-rubeshibe eki */?）位於北海道北見市留邊蘂町西留邊蘂旭334番地1，是北海道旅客鐵道（JR北海道）石北本線上的鐵路車站。現時每天有2班區間車以本站為終點，源於接收了已被廢站的金華站區間車班次。

## 車站構造
岸式月台1面1線的。無人車站，由北見站管理，沒有設置自動售票機。大多數停靠的列車為一人控制，但遇通勤尖峰時段列車偶有3 - 4節車廂，停靠時會開放全部車門。往上川方向為左側開門，往北見方向則為右側開門。

## 車站周邊
位於留邊蘂市區內，附近主要為學校與住宅區。
- 北海道道307號留邊蘂停車場線
- 留邊蘂榮町簡易郵局
- 北見市立留邊蘂小學
- 北見市立留邊蘂中學
- 北海道留邊蘂高級中學
- 北海道北見巴士「留邊蘂中學」停留站

## 歷史
- 2000年（平成12年）4月1日：設立，開始辦理旅客業務。

## 相鄰車站
北海道旅客鐵道（JR北海道）
■石北本線
特別快速「北見」
通過
普通
生田原（A53）－（常紋信號場）－（金華信號場（A54））－西留邊蘂（A55）－留邊蘂（A56）
- 為廢止信號場
- 金華信號場的車站編號是當時金華站的編號。

## 相關項目
- 石北本線
- 日本鐵路車站列表

## 外部連結
- （日語）JR北海道 – 西留邊蘂車站（页面存档备份，存于）
- （日語）全驛參觀之旅 （页面存档备份，存于）